# Piñan
Piñan is een gemeente in de Filipijnse provincie Zamboanga del Norte op het eiland Mindanao. Bij de laatste census in 2007 had de gemeente bijna 19 duizend inwoners.

## Geografie

### Bestuurlijke indeling
Piñan is onderverdeeld in de volgende 22 barangays:
| - Adante - Bacuyong - Bagong Silang - Calican - Del Pilar - Desin - Dilawa - Dionum - Lapu-lapu - Lower Gumay - Luzvilla | - Poblacion North - Poblacion South - Santa Fe - Segabe - Sikitan - Silano - Teresita - Tinaytayan - Ubay - Upper Gumay - Villarico |

## Demografie
Piñan had bij de census van 2007 een inwoneraantal van 18.669 mensen. Dit zijn 719 mensen (4,0%) meer dan bij de vorige census van 2000. De gemiddelde jaarlijkse groei komt daarmee uit op 0,54%, hetgeen lager is dan het landelijk jaarlijks gemiddelde over deze periode (2,04%). Vergeleken met de census van 1995 is het aantal mensen met -778 (-4,0%) toegenomen.

De bevolkingsdichtheid van Piñan was ten tijde van de laatste census, met 18.669 inwoners op 93,75 km², 199,1 mensen per km².